# Vețel
Vețel é uma comuna romena localizada no distrito de Hunedoara, na região histórica da Transilvânia. A comuna possui uma área de 113.89 km² e sua população era de 2529 habitantes segundo o censo de 2007.